# Der Kurschatten (1984)
Der Kurschatten (russisch Любовь и голуби Ljubow i golubi) ist ein sowjetischer Spielfilm unter der Regie von Wladimir Menschow aus dem Jahr 1984.

## Handlung
Wassili, auch Wassja genannt, ist ein Taubenzüchter, der nur für seine Tiere lebt. So fällt es ihm auch nicht schwer, 30 Rubel für die Anschaffung neuer Tauben aus der Wirtschaftskasse seiner Frau zu nehmen, wobei er erwischt wird. Da seine Frau Nadeschda, die auch Nadja genannt wird, die Tauben nicht mag, gibt es großen Ärger im Haus. Da hilft auch das gute Zureden ihrer Tochter Olja nichts, die von dem Kauf wusste. Während Nadja wieder zur Arbeit in ein Geschäft geht, bereitet die große Tochter Ljudka für ihren Vater und ihren Bruder Ljonka das Essen zu. Ljudka ist zu Besuch zu Hause, da sie ihren Mann in der Stadt verlassen hat. Jetzt kommt auch noch Onkel Mitja zum Essen, der bei der Familie heimlich Schnaps trinken will, was aber seine Frau vermutet, weshalb sie kurze Zeit später eintrifft. In der Eile versteckt Onkel Mitja die Flasche in einem Wasserbehälter, wobei sie aber kaputtgeht, so dass der Schnaps aus dem Wasserhahn läuft und seine Frau Schura, die er Sanja nennt, dadurch das Versteck entdeckt. Doch für Alkohol macht Onkel Mitja auch noch viel schlimmere Sachen. So erzählt er eines Tages, dass seine Frau verstorben wär und nun zu Hause aufgebahrt wird, da das Leichenschauhaus bereits überfüllt ist. Aus lauter Mitleid bekommt er von Nadja eine Flasche Schnaps zu trinken, die er schon fast leer hat, als Sanja lebend um die Ecke kommt. Schnell redet er sich heraus, dass er nur seinen letzten Albtraum erzählt hat.
Wassili hat bei Reparaturarbeiten an einer Winde einen Unfall erlitten, wegen dessen er in ein Krankenhaus muss. Nach seiner Entlassung bekommt er eine Kur im Süden der Sowjetunion verschrieben. Hier trifft er beim Baden im Meer eine Arbeitskollegin aus der Personalabteilung. Erst regt sich Raissa, so heißt die Kollegin, darüber auf, dass sie 1000 Kilometer fliegen muss, um dort einen Bekannten zu treffen, doch dann kommen die beiden sich im Gespräch näher. Im Laufe der Zeit und nach einem Barbesuch, mit viel Alkohol, gelingt es Raissa, den etwas tollpatschigen Wassja für sich zu gewinnen. Er denkt aber daran, dass er versprochen hat, einen Brief nach Hause zu schreiben, den die Mutter zu Hause den Kindern laut vorliest. Doch plötzlich steht in einer anderen Schrift eine neue Anrede, die mit Liebe Nadja beginnt. Da Nadja diese Schrift nicht lesen kann, übernimmt nun Ljudka die Aufgabe. In diesem Teil des Briefes schreibt Raissa, dass sie und Wassja jetzt ein Paar sind, was nicht mehr voneinander lassen kann und sie dankt Nadeschda für ihren Mann. Dann schreibt noch einmal Wassili und betont, dass Raissa eine wunderbare Frau ist und er sich deshalb von Nadja verabschieden muss. Die Mutter ist über das Verhalten ihres Mannes sehr traurig und wütend und will zur Rache seinen Tauben die Köpfe abschlagen. Ljonka meint aber, dass die Tauben nichts dafür können und er würde dafür eher seinen Vater umbringen.
Mitten in dieses Gespräch platzt eine fremde Frau in das Zimmer. Die Kinder bemerken sofort, wer das ist, nur Nadja schüttet ihr das Herz aus, in der Hoffnung, dass sie verstanden wird. Nach längerer Zeit bekommt sie mit, dass es sich hier um Raissa handelt, die um Verständnis für ihr Handeln werben will. Das ist Grund genug für Nadja, diese Frau aus der Wohnung zu prügeln und ihr dabei sogar ein paar Haare auszureißen. Zurück in ihrer Wohnung bekommt Wassja erst einmal ihren Frust zu spüren, indem sie mit ihm umgeht wie mit einem kleinen Jungen. Aber er darf etwas zum Essen zubereiten, was nur aus Obst und Gemüse besteht, dafür aber völlig ohne Salz ist. Darauf, dass Wassja Hunger hat, wird keine Rücksicht genommen. Am Tisch gesteht Raissa, dass sie bei seiner Familie war, dort aber kein Verständnis für ihre Liebe gefunden hat. Sie erzählt auch, dass sie fast umgebracht worden wäre, aber seine Kinder zugesehen hätten, ohne ihr zu helfen. Sie wollte eine Klärung, aber jetzt muss Wassili selbst entscheiden. Das lässt er sich nicht zweimal sagen, packt seinen Koffer und will gehen. Raissa versucht, ihn noch zu halten, weil sie jetzt Angst hat, wieder allein zu sein. Erst als er ihr klarmacht, dass ihr Verhältnis ursprünglich im Suff entstanden ist, lässt sie ihn nach mehreren Ohrfeigen gehen.
Nadeschda geht es gar nicht gut, seit zwei Tagen liegt sie unbeweglich im Bett und spricht kein Wort. Kaum wird sie dort von ihrer Familie aufgerichtet, fängt sie an, alle Anwesenden zu beschimpfen und sie schimpft über den Vater, der das Weite gesucht hat. Erst als Ljudka wegen der Aufregung abreisen will, kommen Tanta Schura, Nadja und die beiden Schwestern wieder zusammen und weinen sich aus. Als aber Onkel Mitja eine Bemerkung macht, dass das wie eine Sintflut aussieht, treten die vier Frauen gemeinsam gegen ihn an. Er kann nur noch fliehen und auf dem Weg aus dem Haus kommt ihm, sowie seinen Verfolgerinnen, Wassili entgegen. Natürlich wird er mit viel Geschrei, Hass und Häme empfangen, und sein Sohn geht mit einem Beil auf ihn los. Es bleibt ihm nichts anderes übrig, als das Grundstück wieder zu verlassen. Als Nadja mit Tante Schura allein ist, bittet sie diese, Wassja auszurichten, dass er an der alten Fähre auf sie warten soll. Mehrere Tage wartet er auf den Resten des versunkenen Kahns, bis Nadja auftaucht, die sich hübsch gemacht hat. Wie ein junger Liebhaber umwirbt Wassja seine Frau, die sich das aber auch sehr gefallen lässt. Er gesteht, dass es ihm ohne sie sehr dreckig geht und er in Zukunft sogar auf seine geliebten Tauben verzichten will, Hauptsache, sie verzeiht ihm seine Dummheit. Der Tag endet in einer heftigen Umarmung. Von nun an kommt Nadja jeden Tag und versorgt Wassja mit warmem Essen und anderen Sachen, die er braucht. Sie treffen sich heimlich, da keiner etwas davon merken soll. Nadja findet inzwischen, dass es gut war mit seinem Seitensprung, denn jetzt weiß sie wieder, wie sehr sie ihn liebt, und Wassja hat ebenfalls seine Liebe zu ihr wiederentdeckt. Dabei verrät sie ihm auch, dass sie bereits seit zwei Monaten schwanger ist, denn damals hat sie ihn das erste Mal an der alten Fähre besucht. Nun beschließen sie, wieder gemeinsam im Haus zu wohnen. Es stellt sich heraus, dass die ganze Heimlichkeit umsonst war, denn alle haben es mitbekommen, genauso wie die Schwangerschaft.

## Produktion und Veröffentlichung
Der in Farbe von Mosfilm, Gruppe Zweite künstlerische Vereinigung, gedrehte Film hatte im September 1984 unter dem Titel Любовь и голуби (deutsch: Liebe und Tauben) in der Sowjetunion Premiere und verzeichnete dort über 44 Millionen Zuschauer.
In der DDR erfolgte die erste Aufführung am 7. Februar 1985 unter dem Titel Liebe und Tauben im 2. Programm des Fernsehens der DDR. Weitere Aufführungen im Fernsehen erfolgten unter dem Kinotitel Der Kurschatten. Im Kino erfolgte die erste Aufführung im Rahmen des XIV. Festivals des sowjetischen Films in der DDR unter dem Titel Der Kurschatten am 25. Oktober 1985 im Berliner Kino International.

## Kritik
Ursula Meves schrieb im Neuen Deutschland:

„‚Der Kurschatten‘ – das ist eine rundum gelungene Komödie – und dazu – in der meisterlichen Beherrschung burlesker, komischer und tragischer Filmmittel – eine Entdeckung.“

Das Lexikon des internationalen Films schreibt, dass es sich hierbei um eine Dreieckskomödie mit schauspielerischen Glanzleistungen und vielen ironischen Zwischentönen handele.